# Brevet (kortfilm fra 2005)
 For alternative betydninger, se Brevet. (Se også artikler, som begynder med Brevet)
Brevet er en kortfilm fra 2005 instrueret af Rune Nøhr Christiansen efter eget manuskript.

## Handling
Den aldrende Poul Jäger lever en tilbagetrukket tilværelse så langt væk fra omverdenen, som han kan komme. Men det hele ændrer sig, da han modtager et brev uden afsender. Det er adresseret til hans adresse, men navnet på kuverten siger Anna Storm, og Poul kender ingen Anna'

## Medvirkende
- Kjeld Nørgaard